# 아동 성매매

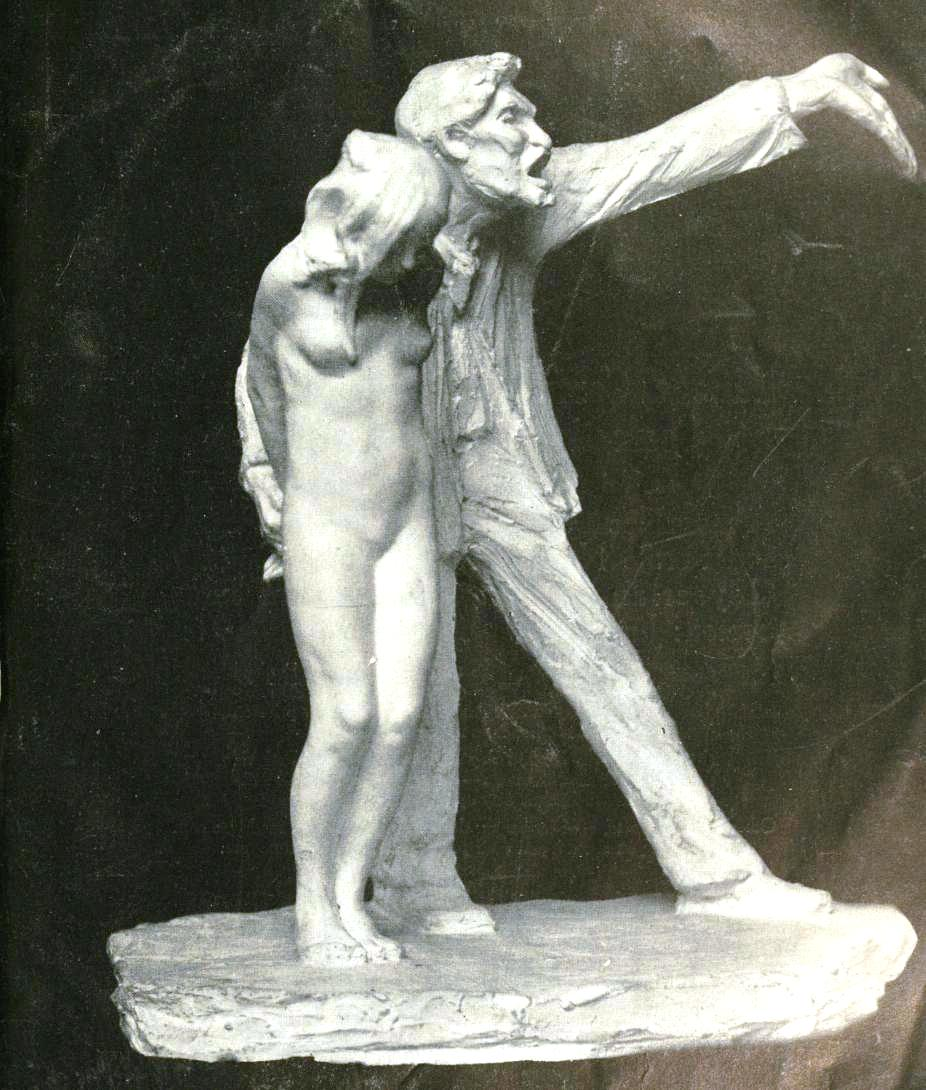
19세기에 제작된 어린 매춘부상

아동 성매매(兒童性賣買, 영어: prostitution of children, child prostitution)는 상업적 아동 성 착취로서 금전상의 이득을 보려고 아동 또는 어린이에게 성매매(매춘) 일을 시키는 행위이다. 이 용어는 일반적으로 미성년자 또는 해당 지역의 성년 미만의 연령인 사람들에 의한 성매매와 관련되어 있다. 많은 나라에서는 성관계 승낙 연령을 초과하는 사람도 포함하여 아동 성매매를 금지하는 특별법을 제정하여 시행하고 있다.
사람들이 본인이 거주하는 국가의 법을 피할 목적으로 외국으로 여행을 가서 하는 아동 성매매를 일컬어 아동 섹스 관광이라고 부른다.
고객은 성적 만족을 얻기 위해 아동 매춘부를 직접 만나서 매춘 조건에 대해 협상하거나 아동 매춘부를 통제 내지는 관리하여 수익을 얻은 중개인(뚜쟁이)를 통해 아동 매춘부를 만날 수도 있다. 또한 어른들 사이에서 아동이 성적인 목적으로 거래 대상이 되는 경우도 있다. 이를 용이하게 하기 위해 웹캠의 사용과 더불어 많은 아동이 인터넷상에 성매매 대상이 되고 있으며, 아동 포르노가 이러한 성매매 행위와 관련되어 있는 것으로 보인다.

## 실태

### 오세아니아
국제 아동 성매매 포르노그래피 인신매매 근절기구의 오스트레일리아 지부인 차일드와일즈(Child Wise)의 연구에 따르면, 오스트레일리아에서는 약 4천 명의 아동이 성매매와 연관이 있는 것으로 추정되고 있다.
ECPAT 뉴질랜드와 스톱디멘드 재단(Stop Demand Foundation)은 뉴질랜드의 성 산업에 대한 뉴질랜드 경찰의 조사 보고서인 《뉴질랜드에서의 자연과 성 산업의 범위》를 인용하여 경찰 관할 구역 가운데 3/4에서 18세 미만의 미성년자 210명이 성매매 대상으로 이용되고 있다고 밝혔다.

### 유럽
우크라이나에서 조사한 바에 따르면, 우크라이나의 매춘부 가운데 30~40% 가량이 11세에서 18세 사이로 나와 있다.

### 동남아시아
2006년 월드비전 중동-동유럽 지부의 보고서와 국제이주기구의 보고서에 따르면, 어린이들의 성적 이용과 아동 인신매매, 미성년자에 대한 성폭력이 증가하고 있으며, 특히 러시아는 아동 섹스 관광의 새로운 장소로 떠오르고 있다고 나와 있다. 또한 보고서는 모스크바에서 성 사업 종사자들의 약 20~25%가 미성년으로 추정된다는 연구 발표를 하였다.

## 같이 보기
- 소아성애증
- 아동 복지
- 아동복지법
- 아동 노동
- 아동 성학대